# Rivière aux Rats (Mauricie)
Pour les articles homonymes, voir Rivière aux Rats.
La rivière aux Rats coule vers le sud-est sur environ 53,5 km, entièrement en zones forestières, dans La Tuque (ancienne MRC du Haut-Saint-Maurice), en Mauricie, au Québec, au Canada.
Depuis le milieu du XIXe siècle, la foresterie a été l'activité économique prédominante dans ce secteur à l'ouest de la rivière Saint-Maurice. Au XXe siècle, les activités récréo-touristiques ont été mis en valeur. Généralement, la surface de la rivière est gelée de novembre à avril ; néanmoins, la circulation sur la glace est habituellement sécuritaire de la mi-décembre à la fin mars. Les routes de glaces ont été particulièrement utiles pour les coupes forestières en hiver.
À partir du pont de Rivière-aux-Rats, la route forestière longe la rivière sur la rive nord-est sur 6,3 km, soit jusqu'à l'embouchure de la décharge du lac du Lacet. Puis la route poursuit du côté sud-ouest de la rivière sur environ 7,1 km, puis sur 3,4 km du côté nord-est soit jusqu'au ruisseau Dorval, afin de contourner une montagne située du côté sud-ouest dont le sommet atteint 386 m. Le reste du parcours routier est sur le côté sud-ouest jusqu'à la tête des eaux.

## Géographie
La rivière aux Rats coule surtout dans le territoire de la Zec Wessonneau. La source de la rivière aux Rats est le secteur à proximité de la rivière Vermillon (côté sud-est), regroupant la décharge les lacs Nathalie, Blazer et aux Rats.
Les versants géographiques voisins de la rivière aux Rats sont :
- côté sud-ouest : le ruisseau Bouchard (affluent de la rivière Wessonneau) qui coule en parallèle entre la rivière aux Rats et la rivière Wessonneau Ouest ;
- côté nord-ouest : la rivière Vermillon, notamment le ruisseau Loken ;
- côté nord-est : le ruisseau de la Clochette qui se déverse dans la rivière Vermillon ;
- côté nord-est : le crique Guynne, qui se déverse dans le lac Cinconsine.

### Lac aux Rats
Le lac aux Rat" constitue le principal lac de tête de la rivière aux Rats. La forme de ce lac zizague entre les montagnes voisines qui s'avancent dans le lac formant des presqu'îles (3 sur la rive nord et 2 sur la rive sud). Ce lac a une longueur de 5,8 km (orienté vers le sud-ouest) et sa largeur maximale est de 1,9 km. Ses eaux sont liées par un détroit d'environ 360 m avec le lac Blazer situé à l'est ; ce lac a 2,5 km de longueur dans le sens est-ouest. Son embouchure est à l'extrême ouest. Il reçoit les eaux de deux ruisseaux dont :
- le premier draine 5 lacs (altitude variant entre 253 m et 310 m) du côté est et sud-est du lac ; ainsi qu'un lac (altitude de 287 m) ;
- le second ruisseau draine les eaux de quatre petits lacs (altitudes de : 361 m. 285 m, 258 m et 361 m) qui descendent du nord.

L'embouchure du lac aux Rats est situé à son extrémité du sud-ouest. Dans son parcours, la rivière recueille après 3,5 km les eaux de la Petite rivière aux Rats laquelle venant du nord draine notamment les lacs Pierre-Antoine, du Petit lac aux Rats, du lac Orignal et du lac Alphida (271 m) ; ce dernier étant le lac de tête de la Petite rivière aux Rats.

### Lac Gaucher
Environ 200 m plus bas, la rivière aux rats recueille l'eau d'un petit ruisseau venant de l'ouest et drainant 3 petits lacs (altitude : 372 m, 369 m et 325 m). Puis la rivière coule vers le sud sur 1,8 km en traversant des zones humides jusqu'à un lac sans nom (altitude de 246 m et long de 700 m, orienté légèrement vers le sud-est) que le courant traverse du nord au sud.
De là, le courant emprunte par l'embouchure sud du lac un détroit de 740 m de long, pour aller se déverser vers le sud dans le lac Gaucher (long de 8,4 km ; altitude de 240 m) qui constitue un élargissement de la rivière aux Rats. Ce lac subdivise en plusieurs parties :
- un premier lac de 3,2 km (dans le sens nord-sud), comportant des montagnes du côté ouest dont un sommet de 458 m et 461 m du côté sud-est. Ce lac reçoit du côté est la décharge du lac Crête (altitude de 310 m) et d'un lac sans nom (326 m). Il reçoit aussi les eaux de deux ruisseaux du côté est ;
- un second plan d'eau de 800 m, qui reçoit les eaux de deux ruisseaux, l'un venant de l'est et l'autre de l'ouest ;
- un troisième plan d'eau, long de 600 m
- un quatrième plan d'eau, long de 3,8 km, qui reçoit à son tout début les eaux du ruisseau Okane provenant du nord-ouest du lac Okane ; à partir du barrage du lac Okane, cette décharge traverse huit petits lacs dans sa descente vers le sud-est sur 10,5 km. Le lac Okane reçoit les eaux d'environ 11 lacs environnants dont le lac Boucher. Ce 4e plan d'eau reçoit aussi les eaux de la rivière Bellavance (du côté ouest).

Le lac Gaucher se termine par un barrage à son embouchure. Ce secteur est accessible par le chemin du Lac-Gaucher.

### En aval du barrage du lac Gaucher
À partir du barrage du lac Gaucher, la rivière aux Rats descend relativement en ligne droite sur 1,6 km jusqu'à une chute ; puis un segment de 1,5 km jusqu'à une seconde chute ; puis 230 m pour rencontre une nouvelle chute. Dans ce dernier segment, la rivière reçoit les eaux du lac du Pasteur (altitude de 290 m), provenant du sud. Puis, le courant descend sur 1,6 km jusqu'à la prochaine chute. Sur les 900 m suivant, les eaux traversent cinq chutes, soit jusqu'à la décharge du lac Papillon, provenant du nord.
Puis le courant coule sur 1,6 km vers le sud-est pour atteindre l'embouchure d'un lac (altitude de 311 m) provenant du nord. Puis 1,75 km où la rivière traverse six chutes. Puis 1,1 km en serpentin jusqu'à l'embouchure du ruisseau Cinconsine, provenant du nord et qui reçoit les eaux des lacs Dumoulin et Cinconsine.
De là, la rivière s'oriente vers le sud-est sur 850 m jusqu'à l'embouchure du ruisseau Dorval. Puis 2,6 km vers le sud en prononçant quelques courbes, jusqu'à deux embouchures de ruisseau à proximité l'un de l'autre, dont la décharge d'un lac sans nom et la décharge du lac Maluron, provenant du sud. La rivière poursuit sur 4,7 km vers le sud-est, jusqu'à la décharge du lac aux Pierres, provenant du sud-ouest.

### En aval de la décharge du lac aux Pierres
À partir de la décharge du lac aux Pierre, la rivière aux Rats poursuit sa descente sur 3,4 km en serpentins jusqu'à un ruisseau de montagne venant du nord. Puis, un segment comportant des serpentins prononcés sur 4,7 km jusqu'à la décharge du lac du Lacet (provenant du nord). Le dernier segment de 5,7 km en ligne directe (ou 12,2 km en suivant le courant) trace de nombreux serpentins entre l'embouchure du lac du Lacet et l'embouchure de la rivière aux Rats.
Une route forestière longe cette rivière du côté sud ou ouest, selon les segments.

### Embouchure
La rivière aux rats est un affluent de la rivière Saint-Maurice, par la rive ouest ; son embouchure est située à 500 mètres en amont du pont routier de Rivière aux Rats, enjambant la rivière Saint-Maurice et à un km en amont de l'embouchure de la rivière Wessonneau qui coule vers le nord-est. Son embouchure est située en face du hameau Rivière-aux-Rats, lequel est du côté est de la rivière Saint-Maurice, à 29,5 km (par la route 155) au sud du centre-ville de La Tuque.

## Histoire
Dès le XVIIe siècle, grâce à l'établissement à son embouchure d'un poste de traite par Compagnie de la Baie d'Hudson, la rivière aux Rats constitue une voie de communication privilégiée pour la traite des fourrures, pour le secteur situé entre les rivières Saint-Maurice et Vermillon. Ce poste de traite a été en service jusqu'au milieu du XIXe siècle.
En 1806, Jean-Baptiste Perrault, marchand voyageur, fait mention dans ses écrits du fort de la rivière aux Rats. Les Journaux de la Chambre d'Assemblée du Bas-Canada, 1823-1824, citent François Verreault : «...il y a un Poste établi à un endroit nommé Utsasht-ushipi (la rivière aux Rats)». Dès le milieu du XIXe siècle, à la suite d'attribution de droits de coupe de bois sur les terres publiques, plusieurs chantiers forestiers sont mis en œuvre par des entrepreneurs forestiers, à proximité de la rivière aux Rats.
En 1887, John Baptist, propriétaire d'une bonne partie des concessions forestières, y fait aménager une vaste ferme sur les terrains d'alluvions de l'embouchure. Cette ferme permet d'alimenter les chantiers de coupe forestière. Au cours de cette période, le hameau de Rivière-aux-Rats se développe sur la rive est de la rivière Saint-Maurice, soit en face de la ferme de Baptist. Les divers hameaux le long de la rivière Saint-Maurice se sont développés du côté est, à cause de la route riveraine reliant Grand-Mère à La Tuque.
Au XIXe siècle, les services de la religion auprès des diverses missions catholiques de la Moyenne et Haute-Mauricie étaient prodigués par des membres du clergé assignés à Saint-Tite. En outre, les entrepreneurs forestiers et les travailleurs pouvaient s'approvisionner généralement auprès des commerçants de Saint-Tite, Saint-Stanislas, Saint-Narcisse et Sainte-Geneviève-de-Batiscan.
En 1910, sous l'égide de monseigneur François-Xavier Cloutier (1848-1934), évêque de Trois-Rivières, une mission catholique est fondée à Rivière-aux-Rats sous le patronage de Saint Jean-Baptiste. Cette désignation canonique honore simultanément le patron des Canadiens français et aussi le plus ancien habitant de l'endroit, Jean-Baptiste Hennesse.

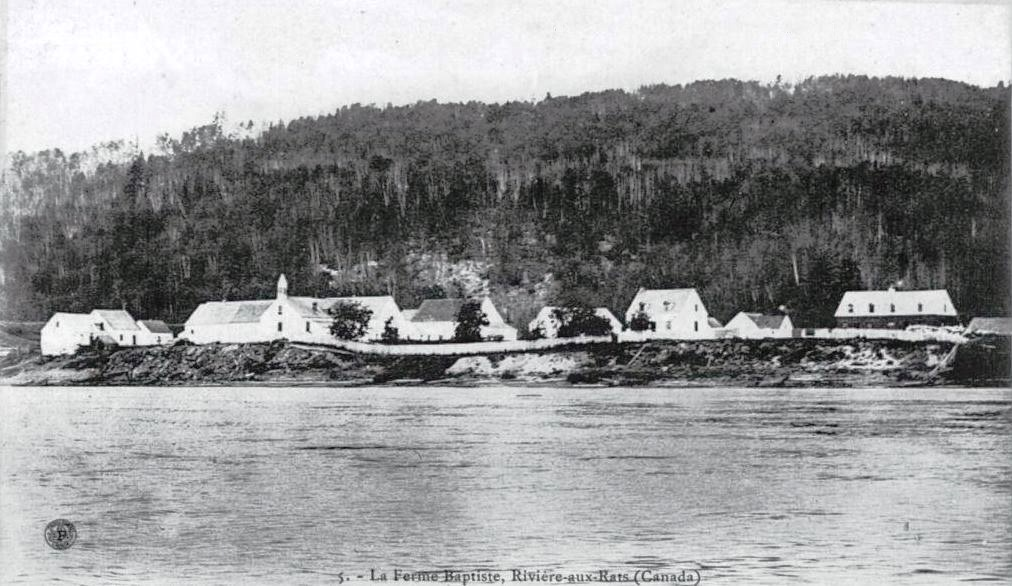
La ferme Baptist
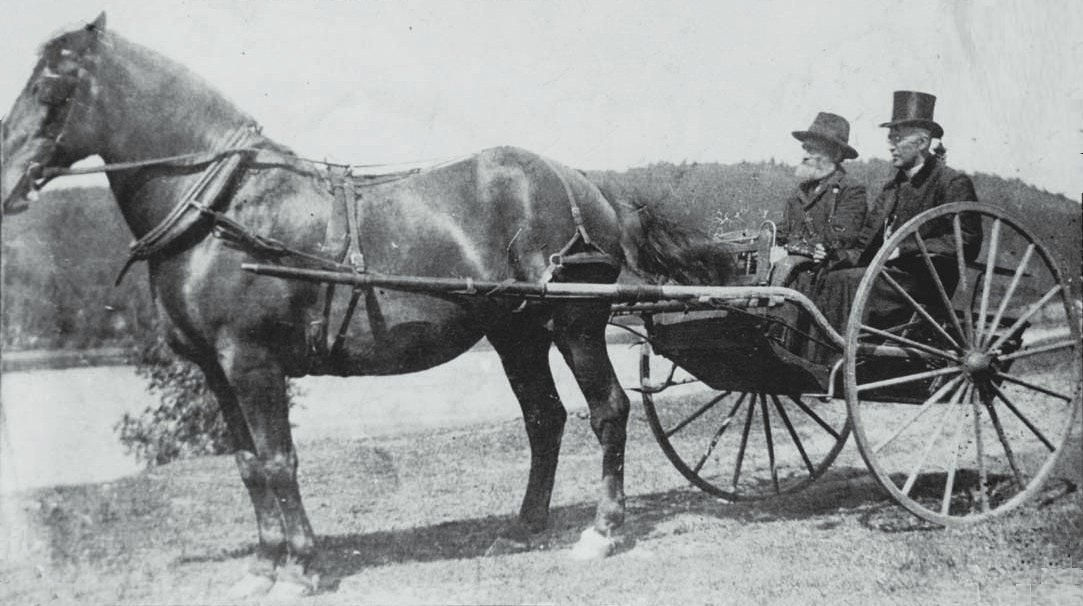
O. Dontigny et Mgr F.-X. Cloutier
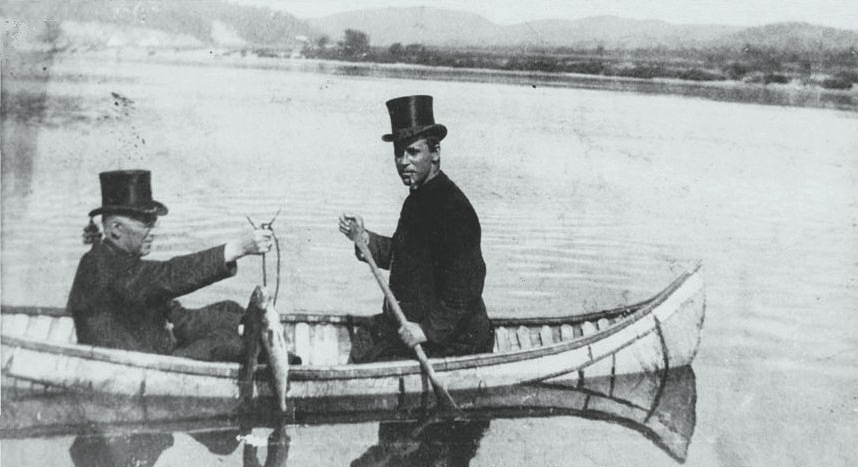
Mgr F.-X. Cloutier et l'abbé Paul Lamy

Les entreprises forestières ont maintenu en opération des camps forestiers à l'embouchure de la rivière aux Rats jusqu'en 1984. Le traversier reliant les deux rives du Saint-Maurice a été en opération jusqu'au milieu des années 1990, soit à la suite de la construction du pont enjambant la rivière Saint-Maurice.
Située sur la rivière aux Rats, la "jetée déboulante Dickey" a été désignée ainsi en l'honneur de Jimmie Dickey. Ce dernier exerçait comme "foreman" dans les chantiers forestiers; il était beau-frère des Adams. Le terme "Dickey" est aussi utilisé pour le "crique à Dickey", le "lac à Dickey" et cette jetée. Il s'agit d'une jetée où les billots étaient poussés par des draveurs pour le faire débouler d'une montagne.

## Toponymie
Le terme rats se réfère aux rats musqués, dont la population était jadis abondante en Mauricie. Certains recensements du XIXe siècle comportaient des statistiques relativement au nombre de rats musqués capturés. Les Abénaquis désignaient cette rivière Moskwastekw, la rivière aux rats musqués. Finalement la version française de la désignation a prévalu dans l'usage populaire.
Le toponyme rivière aux Rats (Mauricie) a été inscrit officiellement le 5 décembre 1968 à la Banque des noms de lieux de la Commission de toponymie du Québec.